# Jermuk (boisson)
Pour l’article homonyme, voir Djermouk.
Jermuk, Jermouk, Djermuk ou Djermouk (en arménien: Ջերմուկ) est une eau minérale en bouteille en provenance de la ville de Jermuk en Arménie.
L'eau contient de l'arsenic, et de ce fait elle est interdite d'importation dans plusieurs pays.